# 川崎市立末長小学校
川崎市立末長小学校（かわさきしりつ すえながしょうがっこう）は、神奈川県川崎市高津区末長にある公立小学校。

## 沿革
出典
- 1958年（昭和33年）
  - 5月14日 - 基礎工事に着工する。
  - 9月1日 - 川崎市立末長小学校の設置が許可される。
  - 10月1日 - 地鎮祭を挙行する。
- 1959年（昭和34年）
  - 3月28日 - 校舎竣工。
  - 3月31日 - 入校式挙行（橘小学校より職員13名と児童471名が転籍）。
  - 4月1日 - 第1回入学式挙行。最初の新入生は79名。
  - 4月5日 - 1学期始業式挙行し、校章を決定する。
  - 4月18日 - PTA及び教育後援会が誕生する。
  - 5月15日 - 開校式挙行。
  - 6月18日 - 第一次増築工事に着工する。
  - 8月24日 - 校庭埋立作業を開始する。
  - 10月20日 - 増築校舎を引き継ぐ。
- 1960年（昭和35年）
  - 1月8日 - 校庭埋立工事が完了する。
  - 3月24日 - 第1回修了式挙行。
  - 7月6日 - 国旗掲揚塔が完成。
  - 7月15日 - 砂場・日よけ棚・すべり台が完成する。
  - 11月6日 - 校歌を制定し、発表会を挙行する。
- 1961年（昭和36年）3月22日 - 第1回卒業証書授与式挙行。最初の卒業生は153名。
- 1962年（昭和37年）
  - 5月21日 - 観察用池と緑地帯が完成する。
  - 8月14日 - 校舎増築工事開始。
  - 12月20日 - 小鳥飼育小屋完成。
- 1963年（昭和38年）
  - 1月18日 - 5周年記念式典挙行。
  - 12月23日 - 第二次増築の2教室の引き渡しを受ける。
- 1964年（昭和39年）1月18日 - 5周年式典挙行。
- 1965年（昭和40年）
  - 1月30日 - 噴水が設置される。
  - 4月7日 - 第三次増築工事が完了する。
- 1966年（昭和41年）
  - 2月18日 - プレハブ校舎基礎工事開始。
  - 3月14日 - 水飲み場完成。
  - 3月19日 - 4学年以上の学級にテレビを設置。
  - 9月27日 - 校舎増築工事を開始する。
- 1967年（昭和42年）2月13日 - 第四次増築工事完了。
- 1968年（昭和43年）2月5日 - 第五次増築工事完了。
- 1969年（昭和44年）
  - 1月27日 - 体育館完成。
  - 3月30日 - 岩石園工事完了。
  - 5月15日 - 創立10周年記念式典兼体育館落成式を挙行。
- 1970年（昭和45年）
  - 2月25日 - 通用門取り付け工事を行う。
  - 2月26日 - 第六次増築工事完了。
- 1971年（昭和46年）
  - 2月24日 - 増築校舎竣工の引継ぎをする。
  - 7月20日 - プール完成。
- 1973年（昭和48年）1月24日 - 第七次増築工事完了。
- 1974年（昭和49年）
  - 4月1日 - 訪問指導学級を開設する（末長学園）。
  - 4月19日 - 散水栓工事が完了。
  - 8月30日 - 観察池が完成。
- 1976年（昭和51年）
  - 3月1日 - 屋上屋根の修理工事が完了。
  - 3月12日 - 監察池の工事が完了する。
- 1978年（昭和53年）
  - 7月4日 - 国旗掲揚塔を移設。
  - 8月1日 - アラーム工事が完了。
  - 8月11日 - 散水栓修理が完了。
  - 9月29日 - 放送設備取り替え工事が完了する。
- 1979年（昭和54年）
  - 5月12日 - 20周年記念カラーテレビを設置する（親機2台、子機8台）。
  - 5月18日 - 20周年記念式典挙行。
  - 9月2日 - 2階と3階の窓枠がアルミサッシ化される。
- 1980年（昭和55年）
  - 1月27日 - フェンスの設置が完了。
  - 3月1日 - 岩石園の一部改修を行う。
  - 6月20日 - プールの塗装が完了。
  - 9月9日 - アスファルト床面のPタイル化工事が完了。
- 1983年（昭和58年）
  - 8月24日 - 1階床改修工事が完了。
  - 12月21日 - 組み合わせ遊具施設と築山が完成。
- 1984年（昭和59年）
  - 7月25日 - 保健室と更衣室の改修工事が完了。
  - 9月5日 - 2階と3階の床改修工事が完了。
  - 9月17日 - 校長室・家庭科室改造工事が完了。
- 1985年（昭和60年）
  - 3月15日 - 防球ネットの増設が完了。
  - 4月4日 - 新作小学校への分離に伴うお別れ式を挙行。
  - 8月20日 - 足洗い場と水飲み場の工事が完了。
  - 9月4日 - 便所窓のサッシ改修が完了。
  - 9月27日 - 放送スタジオが完成。
- 1986年（昭和61年）
  - 2月25日 - プール横のフェンス工事が完了。
  - 3月7日 - 校舎の外装工事が完了。
  - 4月1日 - 通学帽を制定する。
  - 5月1日 - 学校目標「すえながのよい子」を設定。
  - 6月3日 - 郵便ポストを設置。
  - 12月4日 - 土・砂遊び場が完成。
- 1987年（昭和62年）1月20日 - 気象観測設備が完成。
- 1989年（平成元年）
  - 3月31日 - 30周年記念パソコン11台を設置。
  - 5月20日 - 創立30周年記念式典挙行。
- 1992年（平成4年）
  - 7月10日 - 仮校舎が完成。
  - 8月6日 - 旧校舎の解体開始。
- 1994年（平成6年）
  - 2月9日 - 新校舎入校式挙行。
  - 11月26日 - 新校舎落成記念式典挙行。
- 1995年（平成7年）6月20日 - 末長庭園を整備する。
- 1999年（平成11年）
  - 11月3日 - 40周年記念植樹を行う。
  - 11月13日 - 40周年記念式典挙行。
- 2002年（平成14年）10月15日 - 風車丸の設置工事を行う。
- 2005年（平成17年）6月28日 - 「地域に開かれた音楽活動」を開始する。
- 2006年（平成18年）
  - 1月28日 - 末長小学校「防災ネットワーク」会議が発足。
  - 2月4日 - 校庭フェンス設置工事が完了。
- 2007年（平成19年）
  - 3月21日 - 電磁ロック設置。
  - 10月2日 -  職員室コンピュータLAN設置工事が完了。
- 2008年（平成20年）6月5日 - 図書室LAN回線設置工事が完了。
- 2009年（平成21年）
  - 3月24日 - 4階冬の間普通教室改装工事と新体育倉庫園芸倉庫設置が完了。
  - 4月6日 - 全普通教室等冷房化工事が完了。
  - 11月14日 - 50周年記念式典挙行。
  - 12月11日 - 地上デジタル化工事が完了。
- 2010年（平成22年）4月10日 - 給食室拡張工事が完了。
- 2011年（平成23年）11月4日 - 職員室拡張工事が完了。
- 2012年（平成24年）3月31日 - B棟増築が完了する。
- 2014年（平成26年）
  - 3月25日 危機管理室防災備蓄庫完成。
  - 5月15日 - 防災教育研究推進校を受ける。
- 2016年（平成28年）11月30日 - 体育館の改修工事が完了。
- 2017年（平成29年）12月19日 - 給食室の改修工事が完了。
- 2018年（平成30年）3月12日 - C棟増築完了。
- 2019年（令和元年）11月16日 - 創立60周年記念式典挙行。
- 2020年（令和2年）
  - 3月4日 - 新型コロナウイルス感染拡大防止のための臨時休業（卒業式前日まで）。
  - 3月19日 - 第60回卒業証書授与式挙行。卒業証書授与式挙行後、新型コロナウイルス感染拡大防止のための臨時休業（3月25日まで）。
  - 3月25日 - 修了式挙行。
  - 4月6日 - 入学式と始業式挙行。入学式と始業式挙行後、新型コロナウイルス感染拡大防止のための臨時休業（5月31日まで）。

## 学校教育目標
「誰もが明日も登校したくなる学校」の創造。
　～地域を愛して、地域の強みを生かして～

## 通学区域
出典
- 高津区
  - 新城（全域）
  - 新作3丁目（4番12号～4番22号、14番1号～14番20号、15番～21番、23番～27番1号）
  - 新作4丁目（全域）
  - 新作5丁目（全域）
  - 新作6丁目（全域）
  - 末長2丁目（14番、15番）
  - 末長3丁目（4番を除く）
  - 末長4丁目（10番以降）

## 進学先中学校
公立中学校に進学する場合
出典
- 川崎市立東高津中学校 - 末長4丁目から通う児童の主な進学先。
- 川崎市立橘中学校 - 末長4丁目を除く地域から通う児童の主な進学先。

## 周辺
- 末長こども文化センター - 川崎市道をはさんで、敷地が隣接。
- 富士通ゼネラル本社 - 川崎市道をはさんで、敷地が隣接。
- 社会福祉法人尚徳福祉会末長こぐま保育園 - 進学前保育園のひとつ。
- ローソン高津末長店
- すき家高津末長店
- JR南武線
- 第三京浜道路
- 京浜川崎インターチェンジ - ただし、インターチェンジを利用する場合は、JR南武線を跨ぐ必要がある。
- 川崎市立東高津中学校 - JR南武線を跨いだ所にある。また、末長4丁目から通う児童の主な進学先中学校でもある。

## アクセス
- 川崎市営バス「溝15」・「溝18」の各系統で、「富士通ゼネラル正門前」バス停下車。
- 川崎市営バス「溝21」・「溝23」・「溝25」の各系統で、「末長3丁目」バス停下車。